# Rausvere
Rausvere est un village de 56 habitants de la Commune de Illuka du Comté de Viru-Est en Estonie. 